# Campina Grande do Sul
Campina Grande do Sul es un municipio brasileño del estado de Paraná, localizado en la Región Metropolitana de Curitiba.
El municipio posee la mayor arena cubierta de América Latina, que es un escenario para las grandes atracciones de la "Kakifest", tradicional fiesta del caqui que ocurre todos los años en el 2° fin de semana de mayo. Además de esto, se encuentra en el municipio el Pico de Paraná (punto de mayor altitud del sur del país). Su población en 2010 era de 38 442 habitantes.

## Etimología
Proviene del tupí "Ka'a-apina" que significa "monte sin vegetación".

## Geografía
.

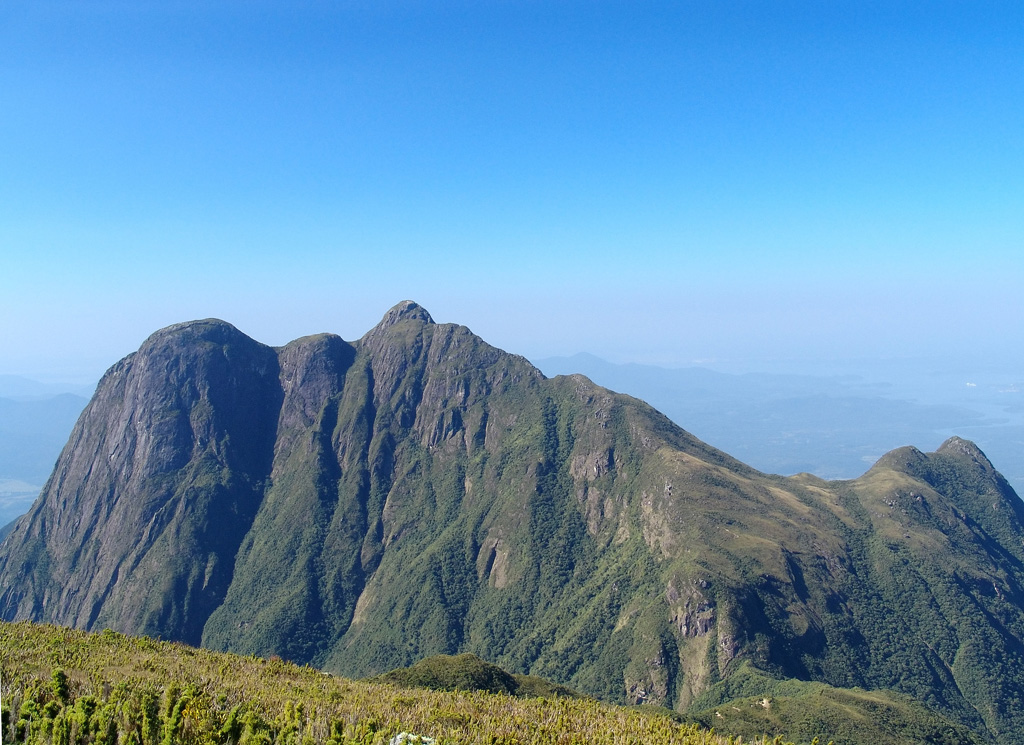
Pico Paraná, el punto más alto de la Región Sur del Brasil.

El municipio de Campina Grande do Sul está localizado en la primera meseta paranaense, insertado al este de la Región Metropolitana de Curitiba; dista unos 370 km de São Paulo, 102 km del Puerto de Paranaguá, 32 km del Aeropuerto Internacional de Curitiba, 20 km del Aeropuerto de Bacacheri.
El clima es subtropical húmedo mesotérmico (ameno y agradable durante casi todo el año). La temperatura presenta una media anual de 16 °C, siendo la media mínima de 12 °C (invierno con frecuencias de heladas severas y frecuentes) y la media máxima de 22 °C.